# جون كوكبورن
جون كوكبورن (بالإنجليزية: John Cockburn)‏ هو طيار اختبار بريطاني، ولد في 14 أكتوبر 1937، وتوفي في 3 أبريل 2017.